# FK Magnit Železnogorsk
Futbolnyj klub Magnit Železnogorsk (rusky Футбольный клуб «Магнит» Железногорск) byl ruský fotbalový klub sídlící ve městě Železnogorsk. Klub byl založen v roce 1991 jako Gornjak Železnogorsk, zanikl v roce 2012 kvůli finančním problémům.

## Historické názvy
- 1991 – Gornjak Železnogorsk
- 1996 – Gjeviks Železnogorsk
- 1999 – Magnit Železnogorsk

## Umístění v jednotlivých sezonách
| Sezóny  | Liga                             | Úroveň | Z  | V  | R | P  | VG | OG | +/– | B  | Pozice |
| ------- | -------------------------------- | ------ | -- | -- | - | -- | -- | -- | --- | -- | ------ |
| 2007    | Tretij divizion – sk. Černozemje | 4      | 32 | 16 | 6 | 10 | 52 | 38 | +14 | 54 | 6.     |
| 2008    | Tretij divizion – sk. Černozemje | 4      | 34 | 22 | 6 | 6  | 64 | 32 | +32 | 72 | 2.     |
| 2009    | Tretij divizion – sk. Černozemje | 4      | 24 | 10 | 5 | 9  | 34 | 29 | +5  | 35 | 9.     |
| 2010    | Tretij divizion – sk. Černozemje | 4      | 22 | 11 | 3 | 8  | 34 | 24 | +10 | 36 | 4.     |
| 2011/12 | Tretij divizion – sk. Černozemje | 4      | 42 | 24 | 9 | 9  | 74 | 46 | +28 | 81 | 4.     |